# Filip Antoni Campioni
Filip Antoni Campioni (ur. I poł. XVIII w Weronie, zm. początek XIX) – warszawski kupiec i rajca Starej Warszawy, działacz mieszczański, nobilitowany w 1791.

## Życiorys
Urodził się w I połowie XVIII wieku i przybył do Rzeczypospolitej w 1762 z Werony. W dziesięć lat później przyjechał jego brat również dwojga imion - Alojzy Antoni. Bracia Campioni prowadzili w Warszawie sklep z owocami egzotycznymi oraz przyprawami korzennymi. Byli potentatami w swojej działalności. Towary swoje dostarczali na dwór królewski oraz na dwory magnackie m.in. hetmana wielkiego koronnego Jana Klemensa Branickiego. W ramach rekompensaty za straty poniesione na dostawach na dwór królewski został obdarowany klejnotem o wartości 36 tys. zł.
Około 1784 zakupił pałac przy ulicy Gnojnej na Wielopolu. W 1792 był właścicielem Pilaszkowa, Święcic, Myszczyna, Pogroszewa i Michałówka. W Archiwum Głównym Akt Dawnych zachował się plan folwarku Święcice z 1788 wykonany przez Antoniego Bojanowicza geometrę Jego Królewskiej Mości i Rzeczypospolitej na zlecenie Filipa Campioniego. Z planu dowiadujemy się o pracach jakie zostały wykonane w folwarku. Jednym z pierwszych zadań było scalenie gruntów wewnątrz-folwarcznych oraz likwidacja sporów granicznych. Następnie przeprowadzono melioracje gruntów, unowocześnienie stawów rybnych, urządzenie ośrodka usługowego dla podróżnych, regulacja i prostowanie dróg oraz rozplanowanie i zabudowa siedlisk gromadzkich. Z uwagi na bliskość położenia pozostałych folwarków można przypuszczać, że również one zostały w podobny sposób zmodernizowane.
Według spisów z 1784 i 1797 był właścicielem kamienicy przy Krakowskim Przedmieściu pod numerem 70, przylegającej do dzwonnicy przy kościele św. Anny. Ruiny kamienicy zostały rozebrane z uwagi budowy trasy W-Z.
Filip Antoni Campioni znalazł się w gronie mieszczan warszawskich nobilitowanych przez Sejm Wielki 21 grudnia 1791.
Campioni był radnym Starej Warszawy i jako jeden z niewielu, wraz z ławnikiem Paschalisem Jakubowskim nie poparli konfederacji Targowickiej. Po 1792 wycofał się z działalności publicznej i zajął się handlem i gospodarstwem w Pilaszkowie.
W czasie insurekcji kościuszkowskiej Filip Campioni użyczył dworu dla sztabu Jana Henryka Dąbrowskiego, który w Pilaszkowie otrzymał list z generalską nominacją. W sierpniu 1794 wpłynęło oskarżenie dowódcy pospolitego ruszenia Ziemi Czerskiej generał-majora Karola Wodzińskiego jakoby Filip Antoni Campioni był nielojalny wobec insurekcji i wspierał jej wrogów. Campioni został aresztowany i w trybie natychmiastowym sprawa był rozpatrywana. 13 sierpnia zapadła decyzja o bezzasadności oskarżenia oraz o zwolnieniu z aresztu i 16 sierpnia był wolny.

## Rodzina
Żonaty był z Marianną, córką Krystiana Langego, nadwornego krawca królewskiego. Mieli czworo dzieci: syn Filip Antoni, córki Teresa zamężna za Ludwika Kijeńskiego, Magdalena i Józefa zamężna za Ferdynanda Münkenbecka.
Brak jest informacji o dacie i miejscu jego śmierci. W 1803 roku majątek Pilaszków był własnością jego syna Filipa Antoniego i córki Teresy.